# José Hernán Sánchez Porras
José Hernán Sánchez Porras (* 31. März 1944 in Palmira; † 13. Oktober 2014 in Caracas, Venezuela) war ein venezolanischer Geistlicher und Militärbischof von Venezuela.

## Leben
José Hernán Sánchez Porras studierte Philosophie und Theologie am Priesterseminar von St. Thomas von Aquin in San Cristóbal und empfing am 25. Juni 1967 durch den Bischof von San Cristóbal de Venezuela, Alejandro Fernández Feo-Tinoco, in Palmira die Priesterweihe. 1972 wurde er Militärkaplan und als Leutnant in der Armee aufgenommen. 1994 erfolgte die Ernennung zum Oberst. Am 28. Dezember 1981 wurde er von Papst Johannes Paul II. zum Kaplan Seiner Heiligkeit ernannt.
Sánchez Porras war von 1988 bis 1990 Rektor des Priesterseminars Thomas von Aquin und lehrte hier Mathematik (1968–1991), Sozial- und Zivilmoral (1968–1970), Liturgie (1969–1970), Religionswissenschaften (1972–1980; 1990–1994), Medien- und Kommunikationswissenschaften (1976–1988), Latein (1982–1988) sowie Sprachdidaktik (1982–1988).
Er war von Juli 1996 bis Januar 2001 Generalsekretär der venezolanischen Bischofskonferenz (CEV).
Papst Johannes Paul II. ernannte ihn am 19. Dezember 2000 zum Militärbischof von Venezuela. Die Bischofsweihe spendete ihm der Erzbischof von Barquisimeto, Tulio Manuel Chirivella Varela, am 16. Februar des nächsten Jahres; Mitkonsekratoren waren Baltazar Enrique Porras Cardozo, Erzbischof von Mérida, und Mario del Valle Moronta Rodríguez, Bischof von San Cristóbal de Venezuela.
José Hernán Sánchez Porras war ein Cousin von Baltazar Porras, Erzbischof von Merida.

## Ehrungen und Auszeichnungen
- Hijo ilustre del Municipio Palmira (1967)
- General Rafael Urdaneta, III clase, (1984)
- Hijo Ilustre del Distrito Cárdenas, en su Única clase, (1983)
- Estrella de Carabobo, en su Única clase, (1986)
- Orden 27 de junio, II clase, (1989)
- Orden al Mérito del Ejército, (1992)
- Botón de oro del Seminario Santo Tomás de Aquino de San Cristóbal, (1992)
- General Rafael Urdaneta, II clase, (1992)
- Réplica de la Llave Simbólica de la Ciudad de San Cristóbal, (1993)
- Orden Banco de Fomento Regional Los Andes, 1 clase, (1993)
- Medalla de Oro del Seminario Santo Tomás de Aquino de San Cristóbal, (1994)
- Cruz de las Fuerzas Terrestres, II clase, (1995)
- Botón de Oro del Municipio Guásimos, (1995)
- Orden al Mérito en el Trabajo, 1 clase, (2000)
- Orden Mística "La Virtud del Estadista" General en Jefe Antonio José de Sucre, Categoría Diamante, (2000)

Quelle: